# Lena Strothmann

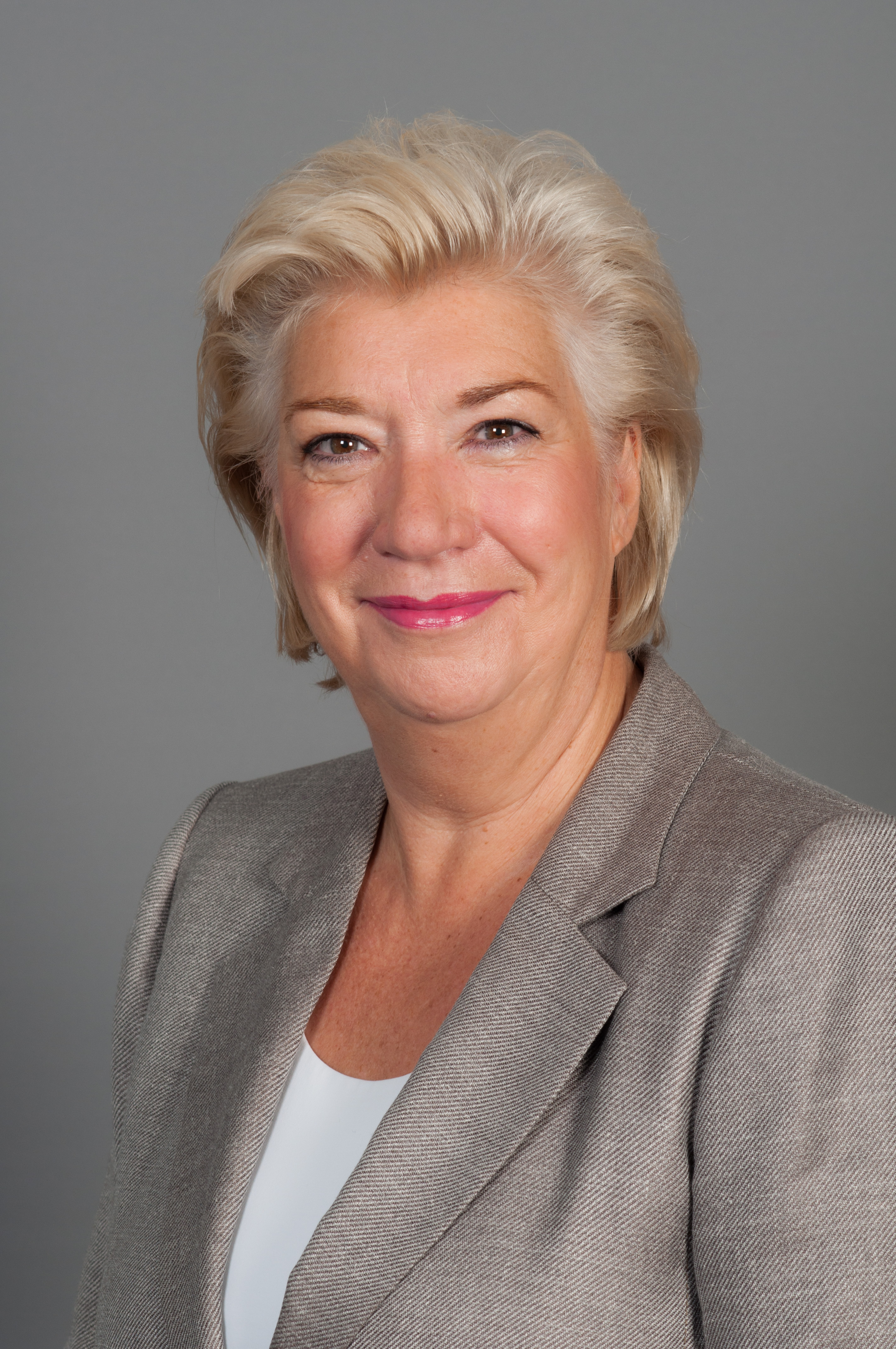
Lena Strothmann (2014)

Lena Strothmann geb. als Magdalene Tacke (* 20. Dezember 1952 in Münster) ist eine ehemalige deutsche Politikerin (CDU).

## Leben und Beruf
Nach dem Besuch der Volksschule und der Gymnasien in Lippstadt und Soest absolvierte Lena Strothmann von 1971 bis 1973 eine Lehre zur Damenschneiderin in Lippstadt und anschließend ein Modedesign-Studium in München, welches sie 1977 mit der Meisterprüfung an der Deutschen Meisterschule für Mode München beendete. Sie war dann als Designerin und Ausbilderin in der Bekleidungsindustrie in Gütersloh tätig. Seit 1983 betreibt sie selbständig ein Modeatelier in Gütersloh und ist seit 1993 Geschäftsführerin der Firma Kleegräfe und Strothmann „Die Maßschneider“. Von 2002 bis 2009 war sie außerdem Dozentin an der Fachhochschule des Mittelstands in Bielefeld.
Lena Strothmann ist römisch-katholisch, verheiratet und hat eine Tochter.

## Partei
1997 trat Lena Strothmann der CDU bei. Seit 2001 ist sie Mitglied des Vorstandes des Bezirksverbandes Ostwestfalen-Lippe. Von 2003 bis 2011 gehörte sie dem Landesvorstand der Mittelstandsvereinigung der CDU in Nordrhein-Westfalen (MIT.NRW) an. Seit 2005 ist sie außerdem stellvertretende Vorsitzende des CDU-Kreisverbandes Bielefeld.
Von 1999 bis 2003 war Lena Strothmann Mitglied des Rates der Stadt Gütersloh.

## Abgeordnete
Am 3. Juli 2003 rückte sie für den ausgeschiedenen Abgeordneten Paul Breuer in den Deutschen Bundestag nach. Seitdem gehörte sie der Fraktion von CDU und CSU an, bis sie 2017 nicht erneut für das Direktmandat des Wahlkreises 132 antrat. Zeit ihrer Fraktionsmitgliedschaft war sie ordentliches Mitglied im Ausschuss für Wirtschaft und Energie sowie stellvertretendes Mitglied im Ausschuss für die Angelegenheiten der Europäischen Union. Außerdem war Lena Strothmann Beisitzerin im Vorstand des Parlamentskreises Mittelstand der CDU/CSU-Fraktion (PKM) und in diesem Gremium Vorsitzende der von ihr gegründeten AG Handwerk. Sie war Berichterstatterin ihrer Fraktion für das Handwerk, Aus- und Weiterbildung, Bildung und Verbraucherschutz. 2014 wurde sie in den Fraktionsvorstand gewählt.
Lena Strothmann war bis 2009 stets über die Landesliste Nordrhein-Westfalen in den Bundestag eingezogen. Am 27. September 2009 errang sie mit 36,3 % der Erststimmen das Direktmandat des Wahlkreises 132 Bielefeld. Bei der Bundestagswahl 2013 zog sie mit einem Erststimmen-Ergebnis von 37,3 % erneut in den Bundestag ein, diesmal jedoch wieder über die nordrhein-westfälische Landesliste, da Strothmann ihr Direktmandat an Christina Kampmann verlor. Zur Bundestagswahl 2017 trat Strothmann nicht erneut an.

## Gesellschaftliche Ämter
Von 1998 bis 2019 war Lena Strothmann Präsidentin der Handwerkskammer Ostwestfalen-Lippe zu Bielefeld und ist seit 1999 Mitglied des Mittelstandsbeirates beim Bundesministerium für Wirtschaft und Energie. Von 2002 bis 2004 war sie Stellvertretende Vorsitzende des Westdeutschen Handwerkskammertags. Seit 2005 gehört sie dem Präsidium des Zentralverbands des Deutschen Handwerks (ZDH) an und leitete dort bis 2014 den Planungsausschuss Europa. 2014 übernahm sie die Leitung des Ausschusses Organisation und Recht. Seit 2019 ist sie Ehrenpräsidentin der Handwerkskammer OWL.

## Auszeichnungen

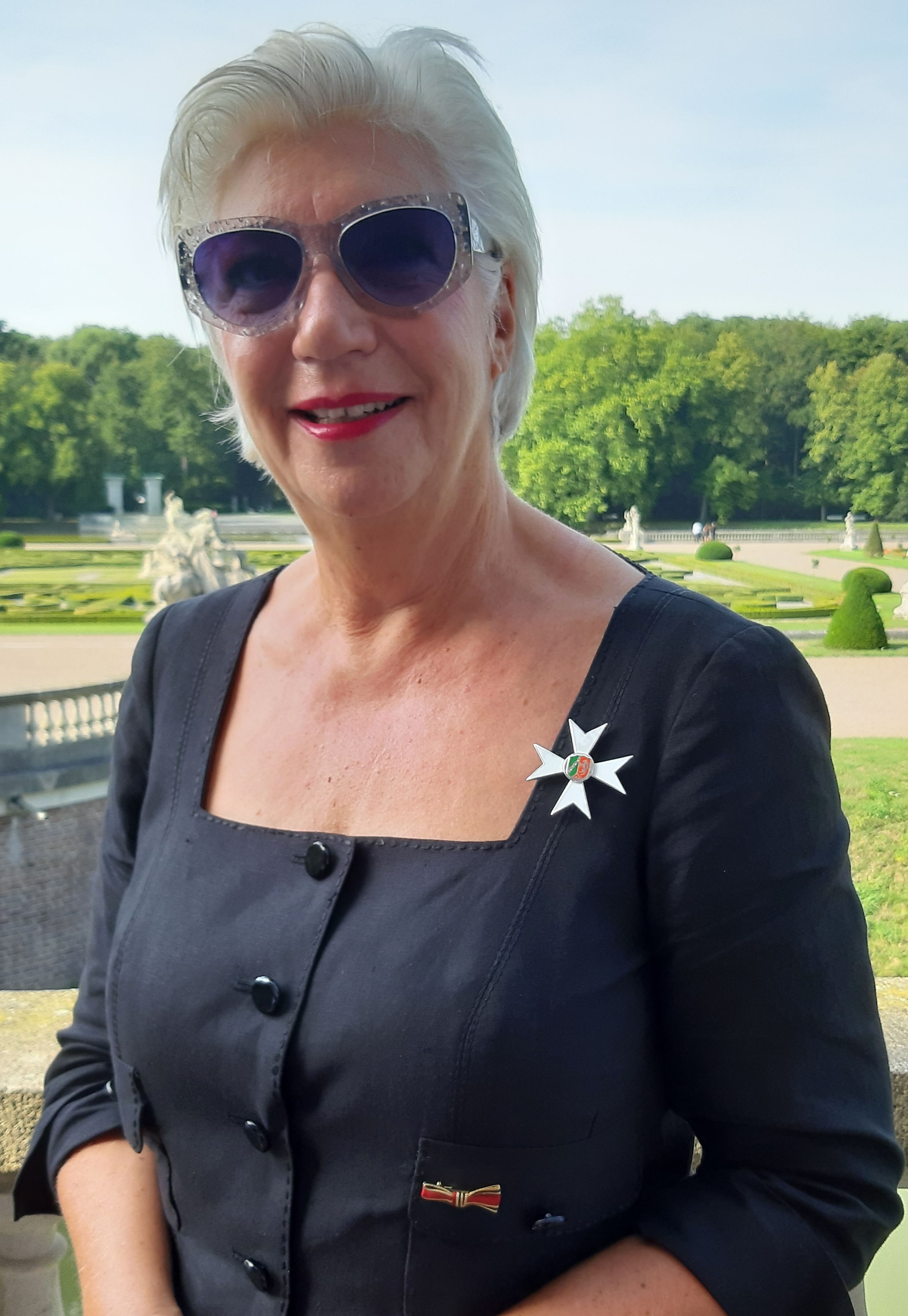
Lena Strothmann (2019) mit dem Verdienstorden des Landes Nordrhein-Westfalen und dem Bundesverdienstkreuz

- Goldmedaille des Bundesverbandes der Maßschneider
- Handwerkszeichen in Gold des Zentralverbandes des Deutschen Handwerks (ZDH)
- Bundesverdienstkreuz am Bande 2015
- Verdienstorden des Landes Nordrhein-Westfalen 2019